# Castetpugon
Castetpugon település Franciaországban, Pyrénées-Atlantiques megyében. Lakosainak száma 213 fő (2022. január 1.). Castetpugon Baliracq-Maumusson, Garlin, Mascaraàs-Haron, Moncla és Portet községekkel határos.

## Népesség
A település népességének változása:
| Lakosok száma | 188  | 205  | 213  | 217  | 214  | 212  | 209  | 210  | 213  |
|               | 2013 | 2015 | 2016 | 2017 | 2018 | 2019 | 2020 | 2021 | 2022 |